# Musikfestival Lednice-Valtice
Das Musikfestival Lednice - Valtice (LVMF, tschechisch Lednicko-valtický hudební festival) ist ein internationales Festival für Klassische Musik.
Jedes Jahr, jeweils Ende September und Anfang Oktober, veranstaltet das Festival 8 bis 11 Konzerte Klassischer Musik in architektonischen Denkmälern der Kulturlandschaft Lednice-Valtice. Das Festival knüpft an die Tradition der Liechtensteiner an, die während der herbstlichen Jagdsaison Musikensembles aus großen Städten auf ihren Schlössern empfingen. Jede Festival-Saison widmet sich einem neuen musikalischen Thema, das mit der Musik- und Kulturgeschichte sowie der Geografie der Region verbunden ist. Das Festival präsentiert auch Uraufführungen aus der historischen Musikbibliothek der Barmherzigen Brüder von Valtice.
Das Festival wurde von Jiří Partyka gegründet, einem aus Valtice stammenden professionellen Geiger, der künstlerischer und geschäftsführender Direktor des LVMF ist. Die erste Ausgabe des LVMF fand im Jahr 2016 statt. Seit 2017 bietet das Festival ein Begleitprogramm mit edukativen Konzerten für Schulkinder aus der Region an, seit 2019 auch Vorträge zu den Jahresthemen und Ausstellungen. Seit 2023 steht es unter der Schirmherrschaft des tschechischen Präsidenten. Im Jahr 2025 findet die 10. Jubiläumsausgabe des Festivals statt.

## Übersicht der Jahrgänge
| Jahrgang | Jahr | Thema | Auswahl der Interpreten |
| -------- | ---- | --- | --- |
| 1.       | 2016 | Eröffnungsjahr | Vivaldi Collegium Prague Václav Hudeček |
| 2.       | 2017 | Architekt der Liechtensteins – Josef Hardtmuth, Bewunderer von Mozart und Schubert                                       | Pavel Haas Quartet, Janáčeks Kammerorchester, PhilHarmonia Octet Prague, Bohuslava Martinů Philharmonie, Barocco Sempre Giovanne Jan Mráček, Jiří Bárta, Patricie Janečková                                                                       |
| 3.k      | 2018 | Josef Triebensee – letzter Kapellmeister der Liechtensteins / 100 Jahre Zerfall der Österreichisch-Ungarischen Monarchie | Tschechischer Philharmonischer Chor, St. Gelért Academy Orchestra, Belfiato Quintett, Musica Florea Petr Nekoranec, Simona Šaturová, Svatopluk Sem, Doubravka Součková                                                                            |
| 4.       | 2019 | 300 Jahre Fürstentum Liechtenstein / 770 Jahre Präsenz der Familie in Böhmen                                             | Collegium Marianum, PKF – Prague Philharmonia Alexandra Yangel, Adam Plachetka, Patricia Janečková, Lukáš Vondráček, Cosima Soulez Larivière, Kateřina Englichová, Ivan Ženatý Vojtěch Spurný                                                     |
| 5.       | 2020 | Verbindung von Klassik und Folklore                                                                                      | Janoska Ensemble, Pavel Haas Quartett, Janáčeks Kammerorchester Václav Hudeček, Jan Rokyta |
| 6.       | 2021 | 280. Todestag von Antonio Vivaldi und sein Einfluss in Böhmen                                                            | Collegium 1704, Ensemble Matheus, Accademia Bizantina, Europa Galante, Collegium Marianum Jana Semerádová, Patricie Janečková, Jakub Józef Orliński, Fabio Biondi, Amandine Beyer, Delphine Galou                                                 |
| 7.       | 2022 | Balkan-Inspiration und Geschichte der mährischen Kroaten                                                                 | Ensemble Illyrica, Bohuslav Martinů Philharmonie, Janáček Philharmonie Ostrava, Talich Quartett, Capella Mariana, Barocco sempre giovane Daniel Karvay, Aljoša Jurinič, Latica Anić, Boris Prýgl, Nika Gorić                                      |
| 8.       | 2023 | Im Zeichen junger Talente                                                                                                | Brünner Philharmonie, PKF – Prague Philharmonia, Barocco sempre giovane, Orquestrina Baborak Radek Baborák, Daniel Matějča, Indi Stivín, Maxim Lando, Michelle Stern, Daria Kolisan, Yurii Strakhov, Victor Teodesiev, Matyáš Novák Tomáš Netopil |
| 9        | 2024 | Musik-Alchemie im Freimaurergarten von Schloss Lednice                                                                   | Brünner Philharmonie, Benda Quartett, Martinů Voices, Musica Florea, Alinde Quintett, Janáček Philharmonie Ostrava, PKF – Prague Philharmonia Maxim Vengerov, Jana Semerádová, Martina Masaryková Valentin Uryupin                                |